# Ушаровское сельское поселение
Ушаровское се́льское поселе́ние — муниципальное образование в Тобольском районе Тюменской области Российской Федерации.
Административный центр — село Ушарова.

## История
Рождение села.
Первое упоминание о деревне Ушаровой датируется 1623 годом.
«Деревни над Иштаманской курьею»
При Иштаманской протоке находится деревня Ушарова в один двор, во дворе конные казаки Ивашко да Петрушко Ушаровы. Пашни паханные /л.137 середние земли 6 четей да перелогу 10 четей в поле а в дву потому ж. Пашенново лесу дубровы 12 десятин. Сена косят  400 копён»:

## Население
| 2010 | 2011 | 2012 | 2013 | 2014 | 2015 | 2016 |
| ---- | ---- | ---- | ---- | ---- | ---- | ---- |
| 569  | ↘568 | ↘564 | ↘547 | ↘534 | ↘527 | ↘511 |
| 2017 | 2018 | 2019 | 2020 | 2021 |      |      |
| ↘494 | ↘486 | ↘478 | ↘464 | ↘443 |      |      |

## Состав сельского поселения
| №  | Населённый пункт | Тип населённого пункта       | Население |
| -- | ---------------- | ---------------------------- | --------- |
| 1  | Заимка-Тренина   | деревня                      | 1         |
| 2  | Зольникова       | деревня                      | 13        |
| 3  | Македонова       | деревня                      | 21        |
| 4  | Малокугаева      | деревня                      | 4         |
| 5  | Новоселова       | деревня                      | 31        |
| 6  | Носкинская       | деревня                      | 44        |
| 7  | Панова           | деревня                      | 19        |
| 8  | Пивнова          | деревня                      | 21        |
| 9  | Ушарова          | село, административный центр | 344       |
| 10 | Черкашина        | деревня                      | 71        |